# ميخائيل الثاني
ميخائيل الثاني الأموري (770[بحاجة لمصدر] - 829) (باليونانية:Β Μιχαήλ، ميخائيل الثاني) ويسمى أيضاً ترولوس أو بسيلوس ومعناها «المتأتئ في الكلام». هو إمبراطور بيزنطة من عام 820 حتى وفاته في 2 أكتوبر عام 829.
دبر ميخائيل الثاني مؤامرة أدت إلى اغتيال ليو في عيد الميلاد عام 820 ، وعلى الفور واجه ثورة طويلة بقيادة توماس سلاف كلفته عرشه تقريبا ولم يتم قمعها تماما حتى ربيع عام 824 م ، وشهدت السنوات التالية من حكمه اثنين من الأحداث العسكرية الكبرى التي كان لها آثار طويلة الأجل وهي : بداية الفتح الإسلامي لصقلية، وفقدان كريت إلى المسلمين ، وعلى الصعيد المحلي فقد دعم وأيد استئناف حرب الأيقونات التي بدأها سلفه الأمبراطور ليو الخامس .

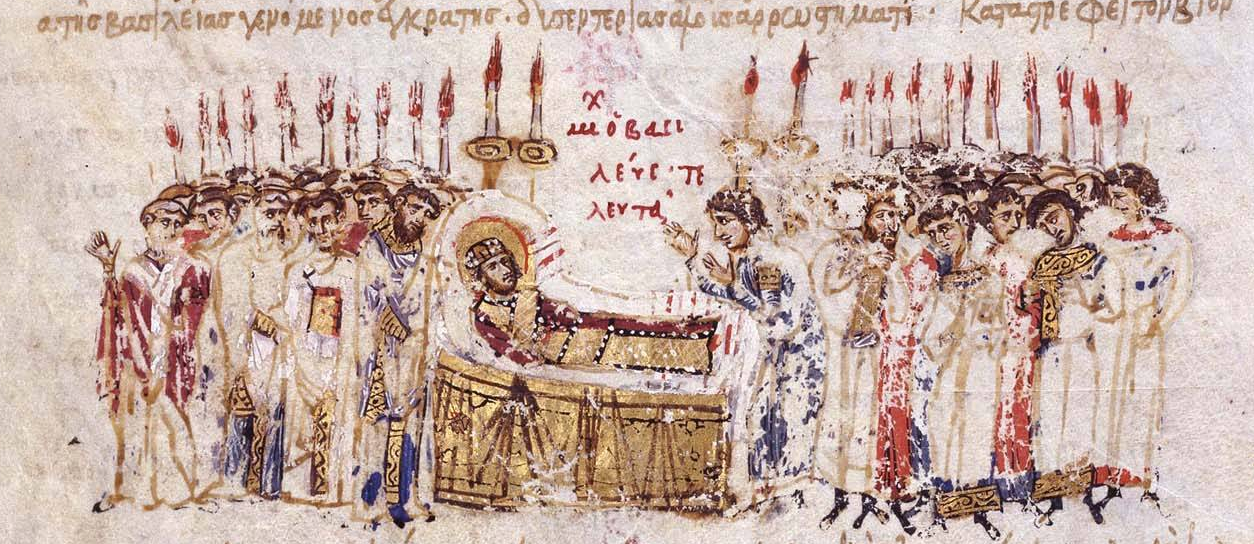
وفاة الإمبراطور ميخائيل الثاني